# Verkündigung von Cestello
Die Verkündigung von Cestello (italienisch Annunciazione di Cestello) ist ein Gemälde des italienischen Renaissance-Malers Sandro Botticelli und zählt zu seinen Hauptwerken der 1480er Jahre. Dargestellt ist die Verkündigung des Herrn mit Maria und dem Erzengel Gabriel. Das Werk ist in seinem Originalrahmen erhalten und wurde zwischen 1489 und 1490 für eine Familienkapelle in der Klosterkirche von Cestello in Florenz geschaffen.

## Bildanalyse

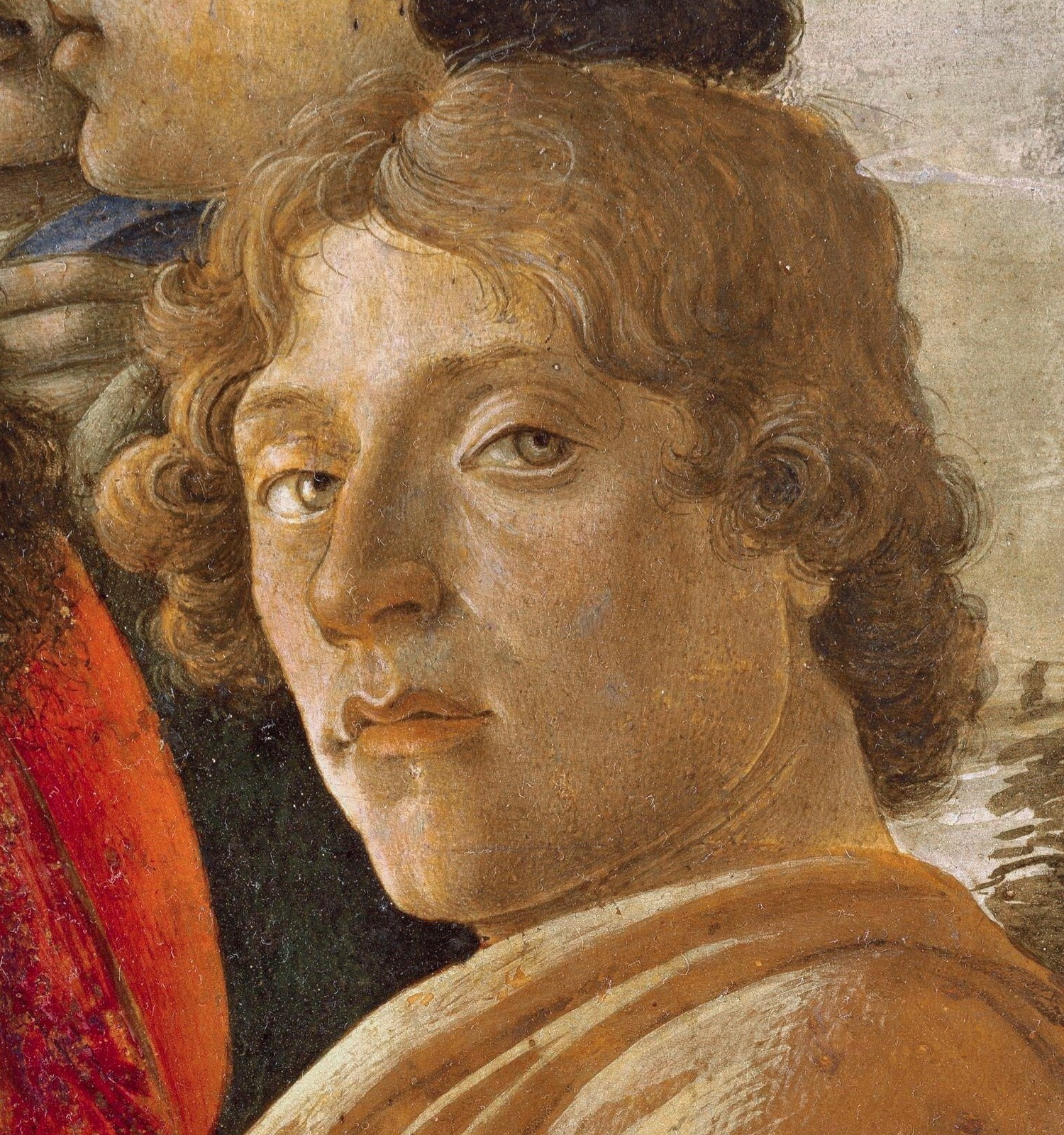
Sandro Botticelli

Maria und der Erzengel Gabriel begegnen sich in einem Raum mit Wänden aus grauem Sandstein und einem Fußboden, der mit hellroten Terrakotta-Platten ausgelegt ist. Weiße Marmorstreifen unterteilen den Fußboden in Quadrate und verleihen dem Raum eine perspektivische Tiefe. Durch eine Türöffnung, die mit einer breiten Steinlaibung umrahmt ist, blickt man auf eine von der flämischen Schule inspirierte Landschaft. Der ummauerte Garten im Vordergrund symbolisiert Marias Jungfräulichkeit. Ganz links befindet sich offenbar außerhalb des Bildraums eine weitere Türöffnung, durch die ein gedämpftes Licht die Szenerie beleuchtet. 
Der vor Maria kniende Verkündigungsengel scheint gerade angekommen zu sein, worauf der Schwung seiner Gewänder hindeutet. Er bringt Maria eine weiße Lilie als Symbol ihrer Keuschheit und Reinheit. Er hat Maria anscheinend bei der Lektüre eines Buches unterbrochen, das ganz rechts auf einem Buchständer mit Podest zu erkennen ist. Maria hat sehr wahrscheinlich in der Bibel gelesen, denn die Ankunft des Messias, den das Christentum mit Jesus von Nazaret identifiziert, wird im Alten Testament vom Propheten Jesaja vorhergesagt. Maria neigt sich mit ihrem Oberkörper dem Engel zu und streckt ihre leicht aufgerichteten Hände von sich. Diese Geste, die auch bei der Venus aus Primavera zu beobachten ist, dient offenbar der Begrüßung. Die eigentümlich verdrehte Haltung Marias lässt aber auch Überraschung und Erschrecken erkennen, da sie sich mit ihrem Unterkörper vom plötzlich erschienen Engel abwendet, der ihr mitteilen wird, dass sie auserwählt ist, Gottes Sohn zu gebären. 

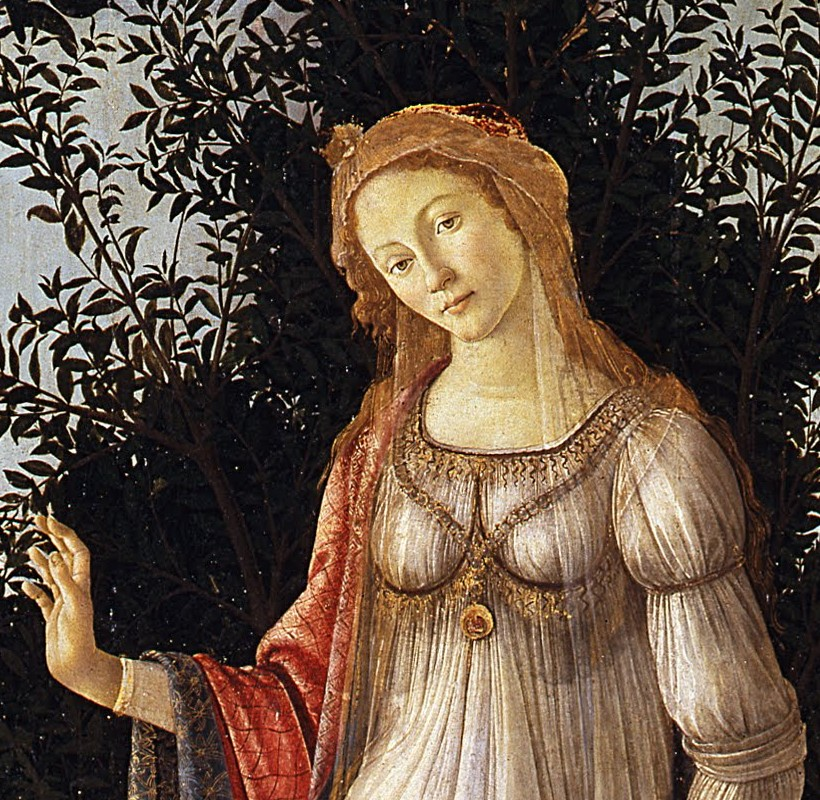
Sandro Botticelli: Venus aus Primavera (um 1480)

Das Gemälde wird durch den Hintergrund in zwei Bildhälften unterteilt. Hinter dem Erzengel öffnet sich die weite Landschaft, die auf seine himmlische Herkunft hindeutet. Maria dagegen ist als Symbol ihrer Reinheit und irdischen Abkunft von Wänden umschlossen. Diese Zuordnung von Außen für den Engel und Innen für Maria, die sich auch in Botticellis Verkündigung aus der Zeit um 1485 findet, entspricht einem Motiv, das seit dem Mittelalter tradiert wird. Auch der Fußboden markiert eine imaginäre Grenze innerhalb des Bildes. Die mittlere Orthogonale, die zugleich den Innenraum etwa in der Mitte zerteilt, scheint der Engel nicht überschreiten zu dürfen. Die Teilung des Bildraums in zwei Hälften wird zudem durch die unterschiedliche Körperhaltung verstärkt. Die horizontale Ausrichtung des Engels und seine Position im unteren Bildteil kontrastieren zur aufrechten Haltung Marias, die mit ihrer Gestik vor allem den oberen Bildteil einnimmt.

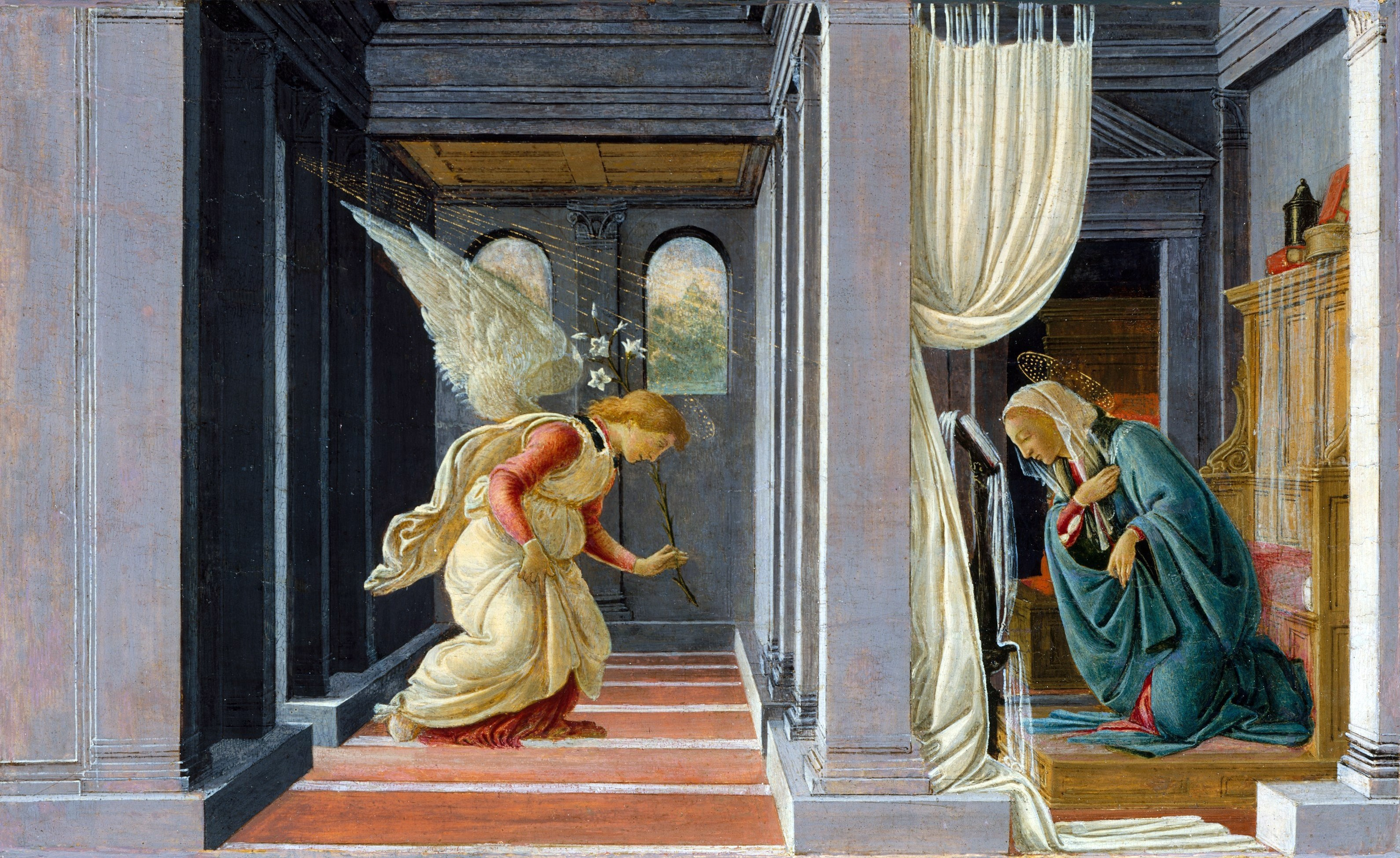
Sandro Botticelli: Verkündigung des Herrn (um 1485)

Den Mittelpunkt des Gemäldes bilden die Hände des Engels und der Maria. Die linke Hand Marias strebt dem Engel entgegen, dessen rechte Hand dagegen an einer festen Position verbleibt. Die Hände scheinen sich berühren zu wollen, werden aber wie gebannt von dieser Berührung abgehalten. Die Unterarme von Maria und Gabriel liegen auf einer gemeinsamen Diagonalen, wodurch eine Verbindung zwischen den beiden Bildhälften entsteht. Die Hand Marias senkt sich zum Engel und betont dessen horizontale Ausrichtung, während die senkrechte Hand des Engels die vertikale Haltung Marias unterstreicht. Gleichzeitig verstärkt die Hand des Engels die unüberbrückbare Distanz zwischen den beiden Bildteilen, indem sein Zeigefinger genau auf der senkrechten Linie der Türlaibung liegt, die Marias Bildraum vom Engel abtrennt. Die hier inszenierte Grenzziehung korrespondiert mit der Verkündigung einer Jungfrauengeburt, bei der die Empfängnis ohne Berührung erfolgt.

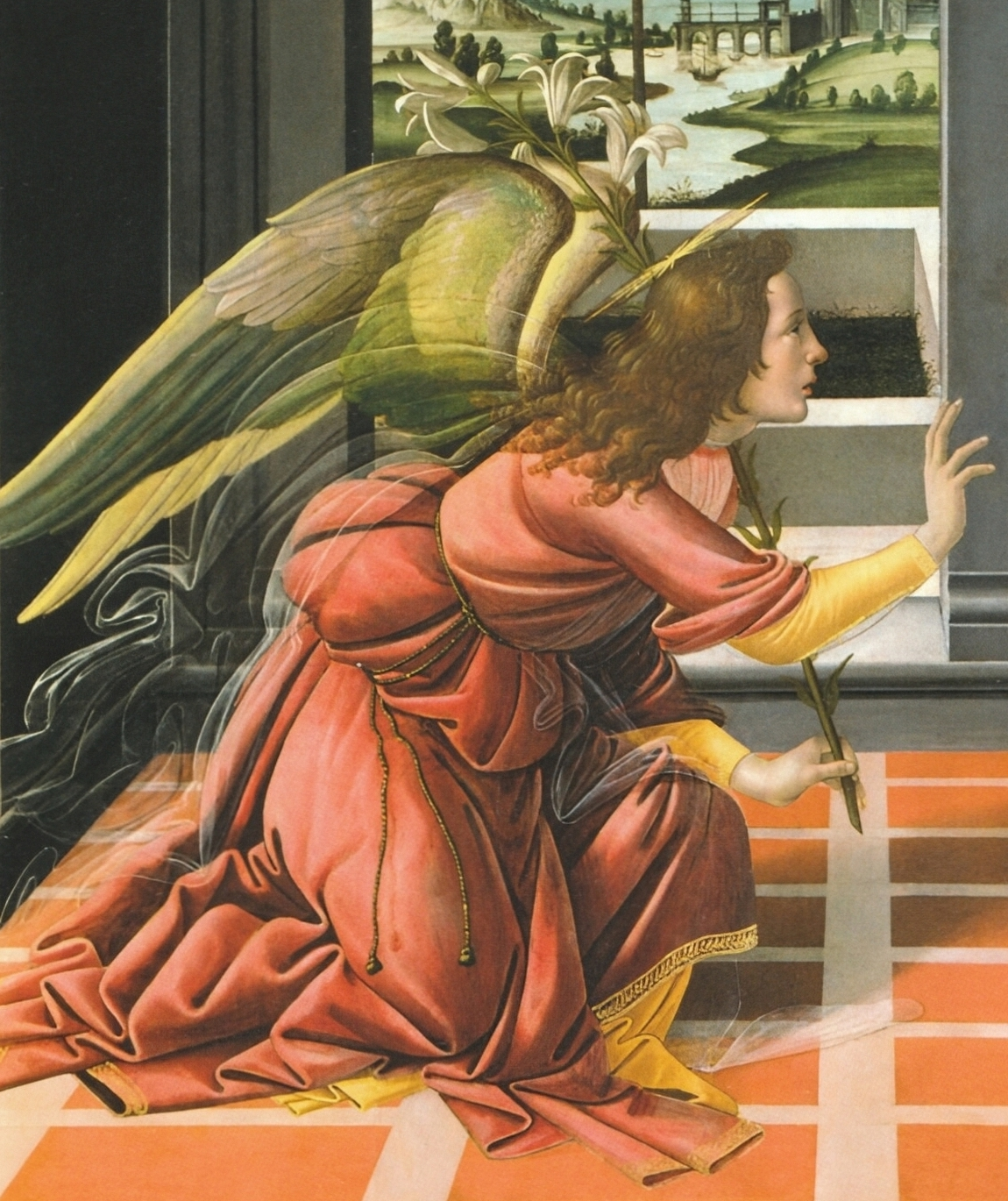
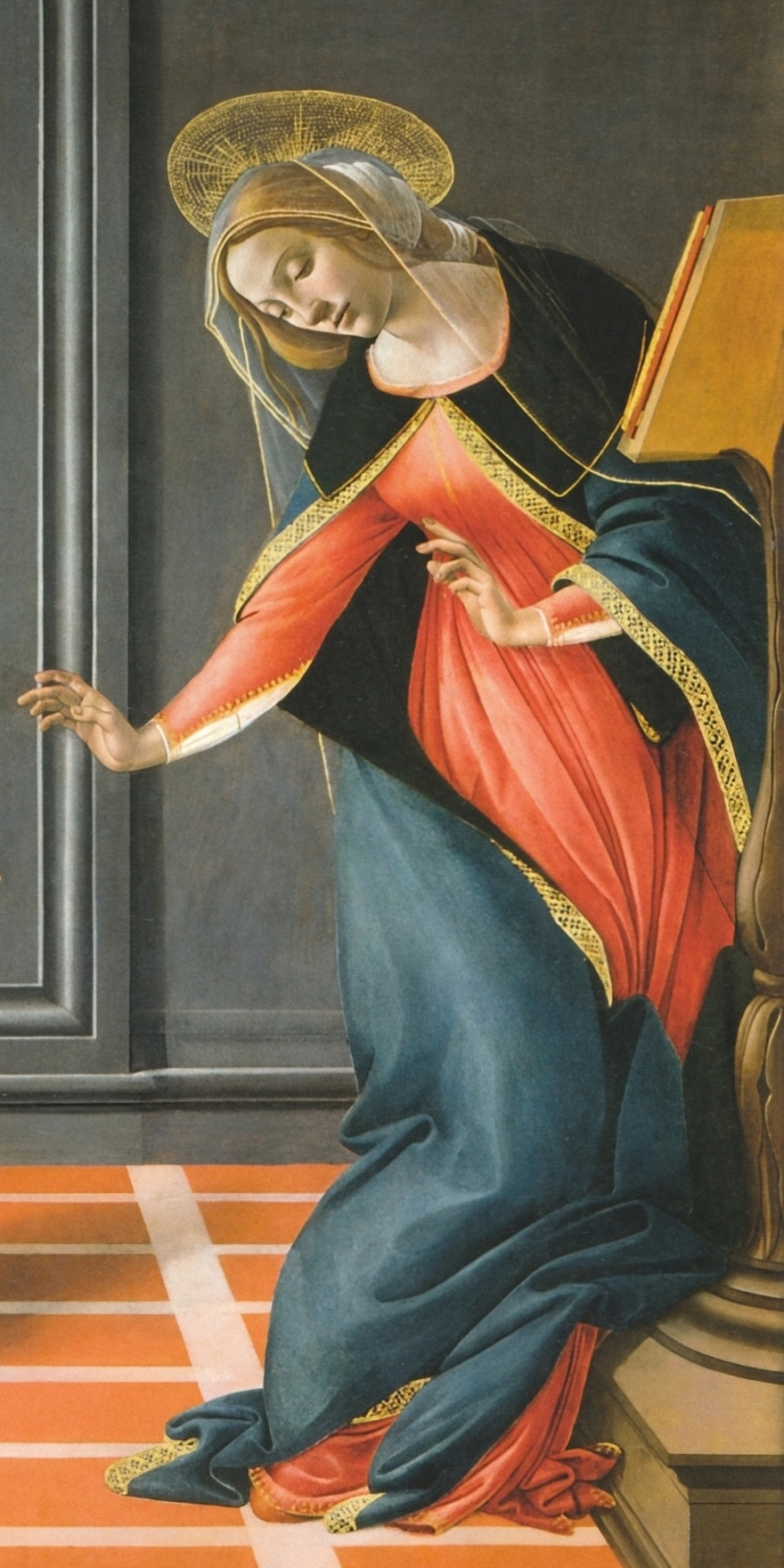
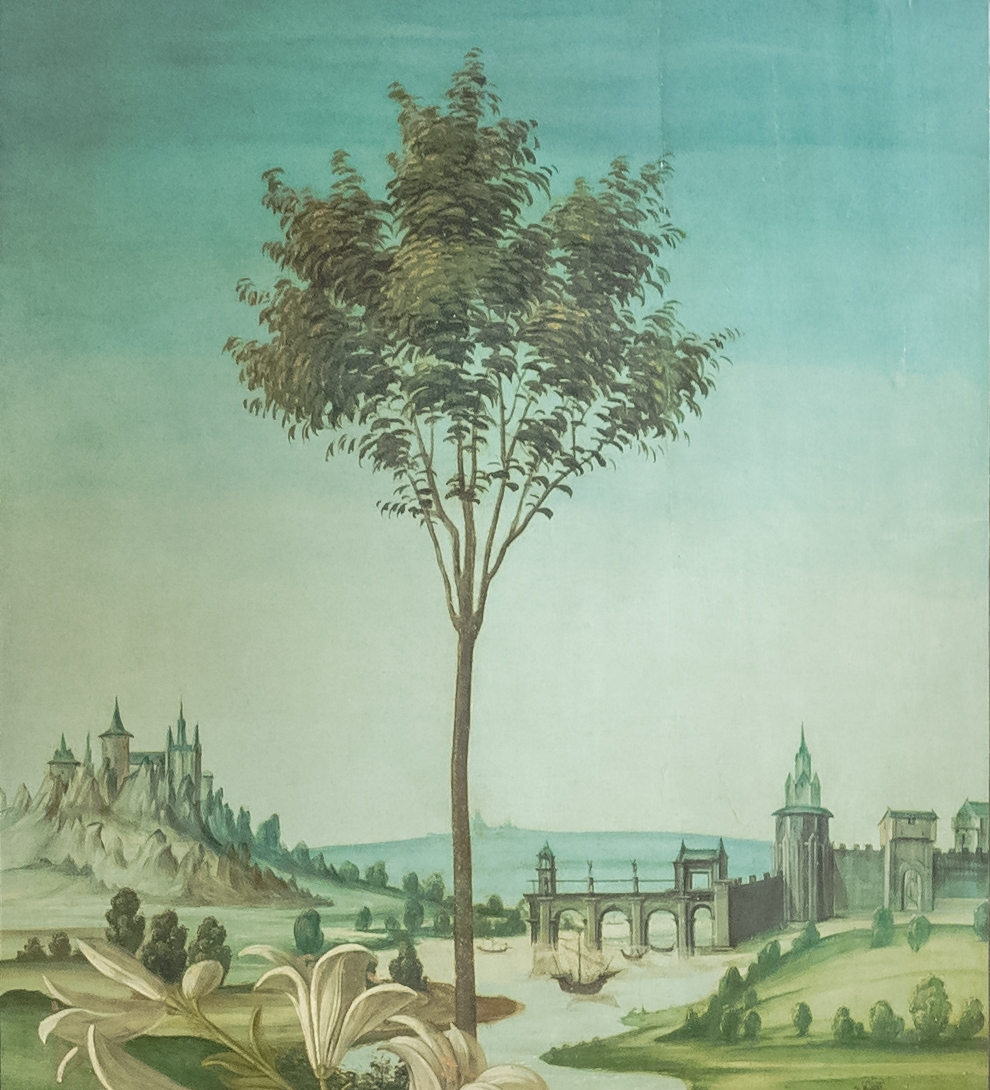
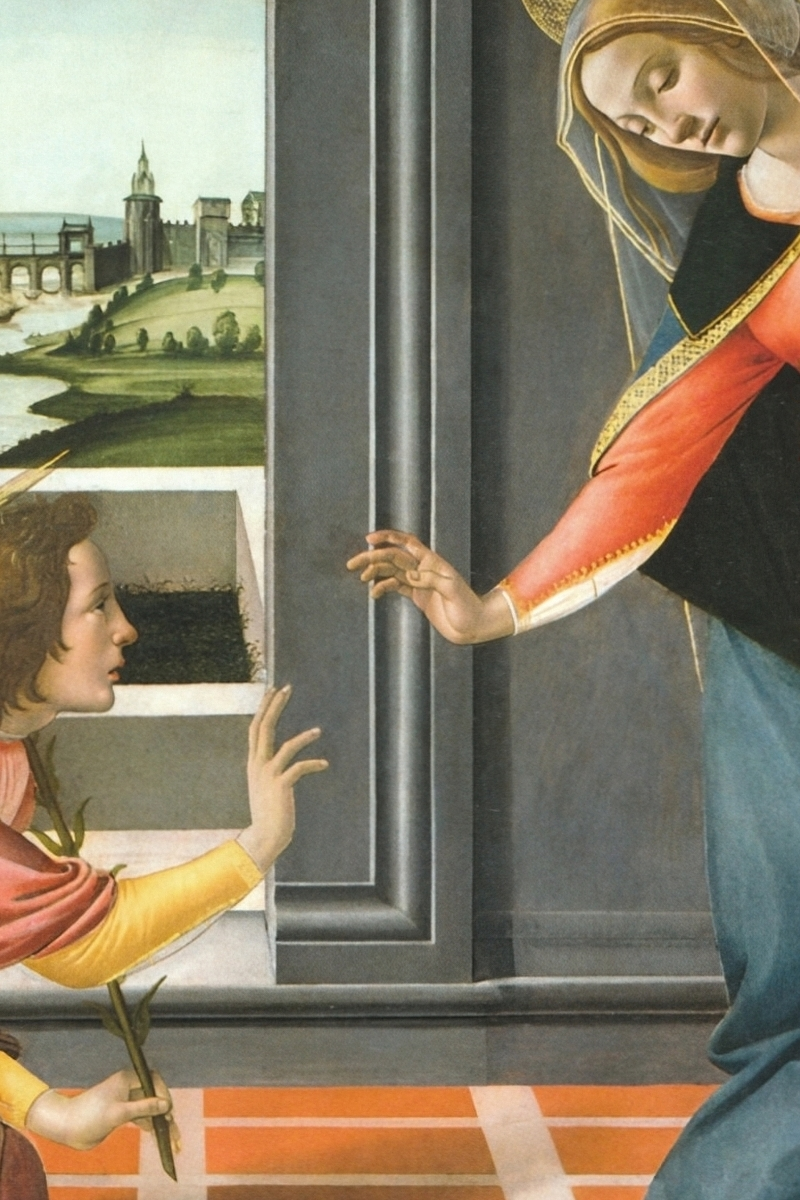
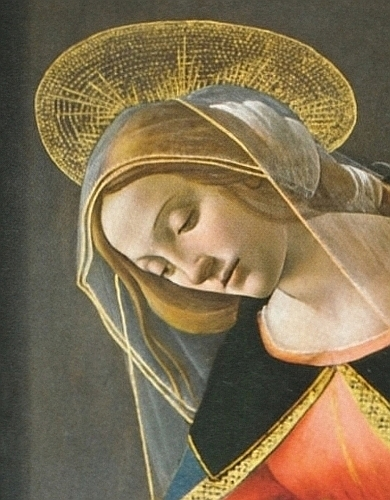

In theologischen Schriften des 15. Jahrhunderts wurde die Verkündigung in vier aufeinanderfolgende Abschnitte unterteilt, die jeweils differierende Seelenzustände und Reaktionen der Madonna auf die himmlische Botschaft wiedergeben. Demgemäß stand am Anfang die Verwirrung Marias, anschließend folgten Überlegung, Nachfragen und ihre Unterwerfung unter den göttlichen Heilsplan. Die Verkündigungsbilder jener Zeit wurden sicher von diesen theologischen Erwägungen beeinflusst. Insofern könnte die Bildgestaltung das erste Stadium, die Erregung Marias, beschreiben. Das Gemälde ist in seinem Originalrahmen erhalten, der aufgrund seiner exzellenten Verarbeitung mit Sicherheit aus Botticellis Werkstatt stammt. Betrachtet man das Gemälde mit dem Rahmen als Gesamtkunstwerk, so ergibt sich eine komplexere Deutungsmöglichkeit.

## Predella

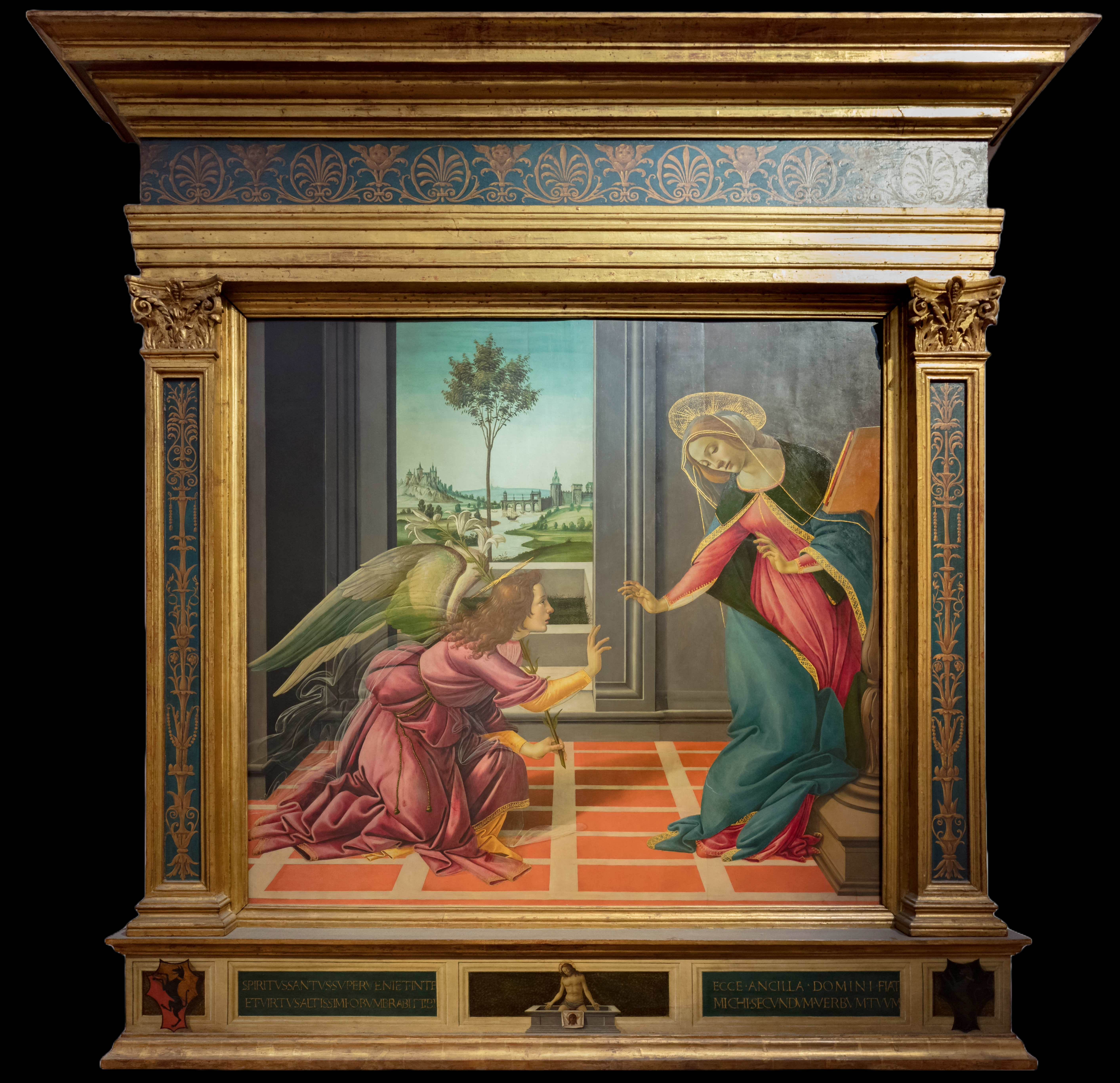
Das Altarbild mit Rahmen

Auf der Basis des Rahmens (Predella) befinden sich zwei Inschriften, die in zwei Feldern mit einem kleinen Christo in pietà dazwischen angeordnet sind. Beide Inschriften stammen aus dem Evangelium nach Lukas und geben, abgesehen von kleinen orthografischen Abweichungen, Teile von Vers 35 und 38 aus Kapitel 1 wieder:
- SPIRITUS SANCTUS SUPERVENIET IN TE ET VIRTUS ALTISSIMI OBUMBRAVIT TIBI[2]

Heiliger Geist wird über dich kommen und Kraft des Höchsten wird dich überschatten. (Lk 1,35 )
- ECCE ANCILLA DOMINI FIAT MIHI SECUNDUM VERBUM TUUM[3]

Siehe, ich bin die Magd des Herrn; mir geschehe, wie du es gesagt hast. (Lk 1,38 )
Im Lukasevangelium antwortet der Engel auf die Frage der Maria, wie sie denn trotz ihrer Keuschheit einen Sohn gebären könne, mit den oben zitierten Worten. Maria nimmt daraufhin ihr Schicksal an und erwidert mit dem Text der zweiten Inschrift. Die beiden Inschriften nehmen also unmittelbar Bezug zueinander und sind gleichzeitig den direkt darüber im Bild dargestellten Dialogpartnern, dem Erzengel Gabriel und der kommenden Gottesmutter Maria, zugeordnet. Dieser Dialog wird offenbar in dem Gemälde abgebildet, indem Körperhaltung und Handbewegungen der Madonna zeitlich versetzt auf die Bewegung und Gestik des Erzengels Bezug nehmen. Botticelli illustrierte also nicht nur einen bedeutenden Inhalt des Neuen Testaments, sondern visualisierte darüber hinaus den zeitlichen Ablauf der Unterredung.

## Provenienz

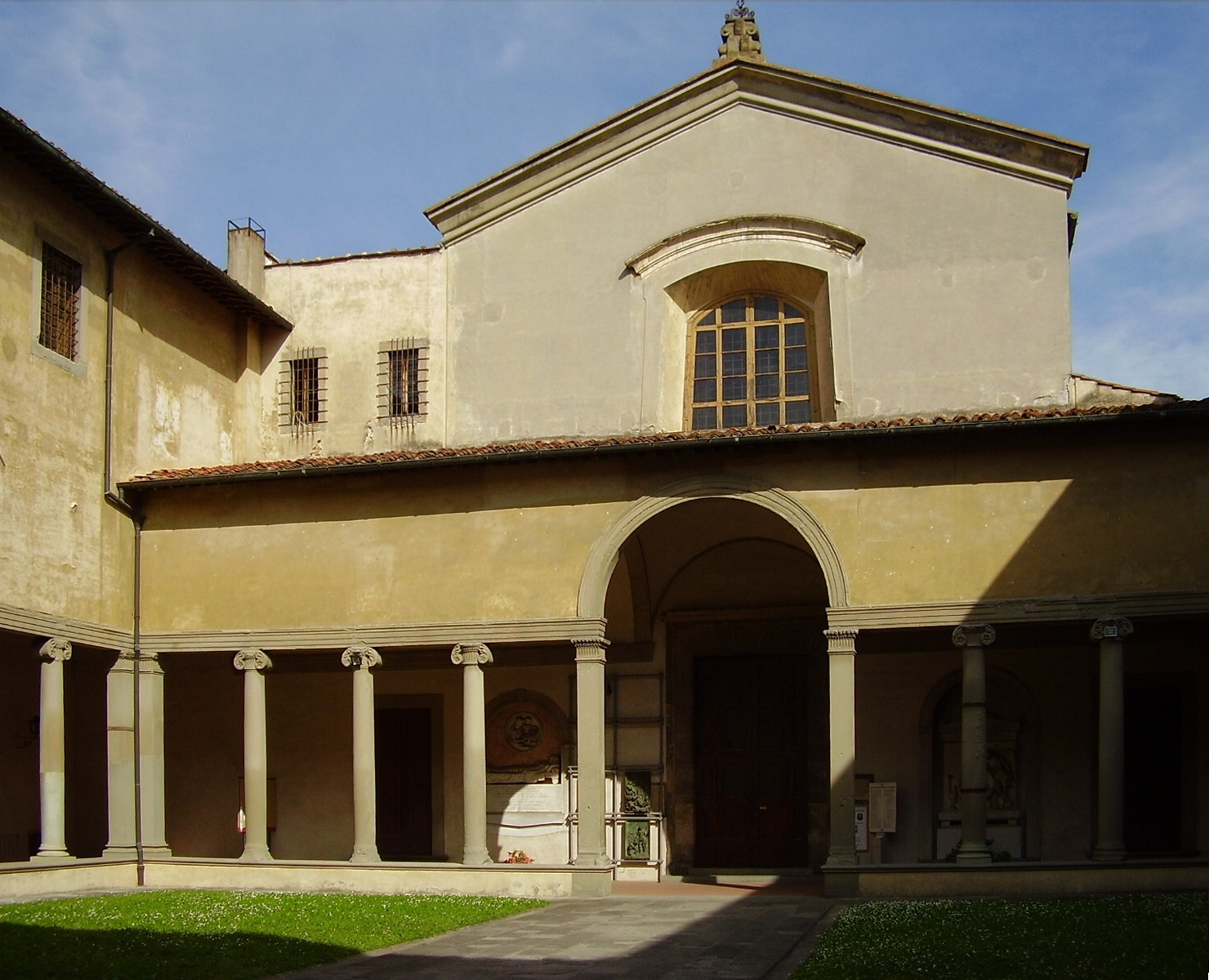
Santa Maria Maddalena dei Pazzi in Florenz

Auftraggeber des Gemäldes war der Bankier Benedetto di Ser Francesco Guardi del Cane, der Botticelli für diese Arbeit 300 Dukaten zahlte. Mit dem Gemälde sollte im Zuge der Neugestaltung der Klosterkirche von Cestello die Familienkapelle der Guardi del Cane ausgestattet werden. Der Auftrag, der Botticelli im Mai 1489 anvertraut wurde, ist im Verzeichnis über die Wohltäter des Klosters von Cestello genau verzeichnet. Am linken und rechten unteren Ende des Rahmens findet sich auch das Familienwappen der Guardi del Cane in Form eines schwarzen Hundes. Der Zeitpunkt der Fertigstellung und der Einrichtung vor Ort lässt sich nicht mehr genau rekonstruieren, dürfte aber zwischen 1489 und 1490 gelegen haben. 1669 weihte man die Kirche und das Kloster der florentinischen Mystikerin und Heiligen Maria Maddalena de’ Pazzi, so dass die Kirche heute als Santa Maria Maddalena dei Pazzi bezeichnet wird. Das Altarbild blieb aber an seinem Platz bis zur zweiten Hälfte des 17. Jahrhunderts. Später verbrachte man das Werk in die Kirche San Martino von Terenzano bei Fiesole. Das Gemälde wurde 1870 dort wiederentdeckt und zwei Jahre später in die Uffizien nach Florenz transportiert.

## Hintergrund
Gegen Ende der 1480er Jahre hatte sich Botticelli mit dem Bardi-Altar und dem Altarbild von San Barnaba ein hohes Ansehen als Maler von Altarbildern erworben. Allem Anschein nach ist der Auftrag zur Verkündigung von Cestello auf seine Reputation auf diesem Gebiet zurückzuführen. Wahrscheinlich nach Fertigstellung der Verkündigung erhielt Botticelli den Auftrag für sein größtes Altarbild, die Krönung der Jungfrau für die Kapelle der Zunft der Goldschmiede in San Marco in Florenz. In seinem Werk Le vite, einer Sammlung von Künstlerbiographien, erwähnt Giorgio Vasari alle vier genannten Gemälde bei der Beschreibung der Vita von Botticelli.

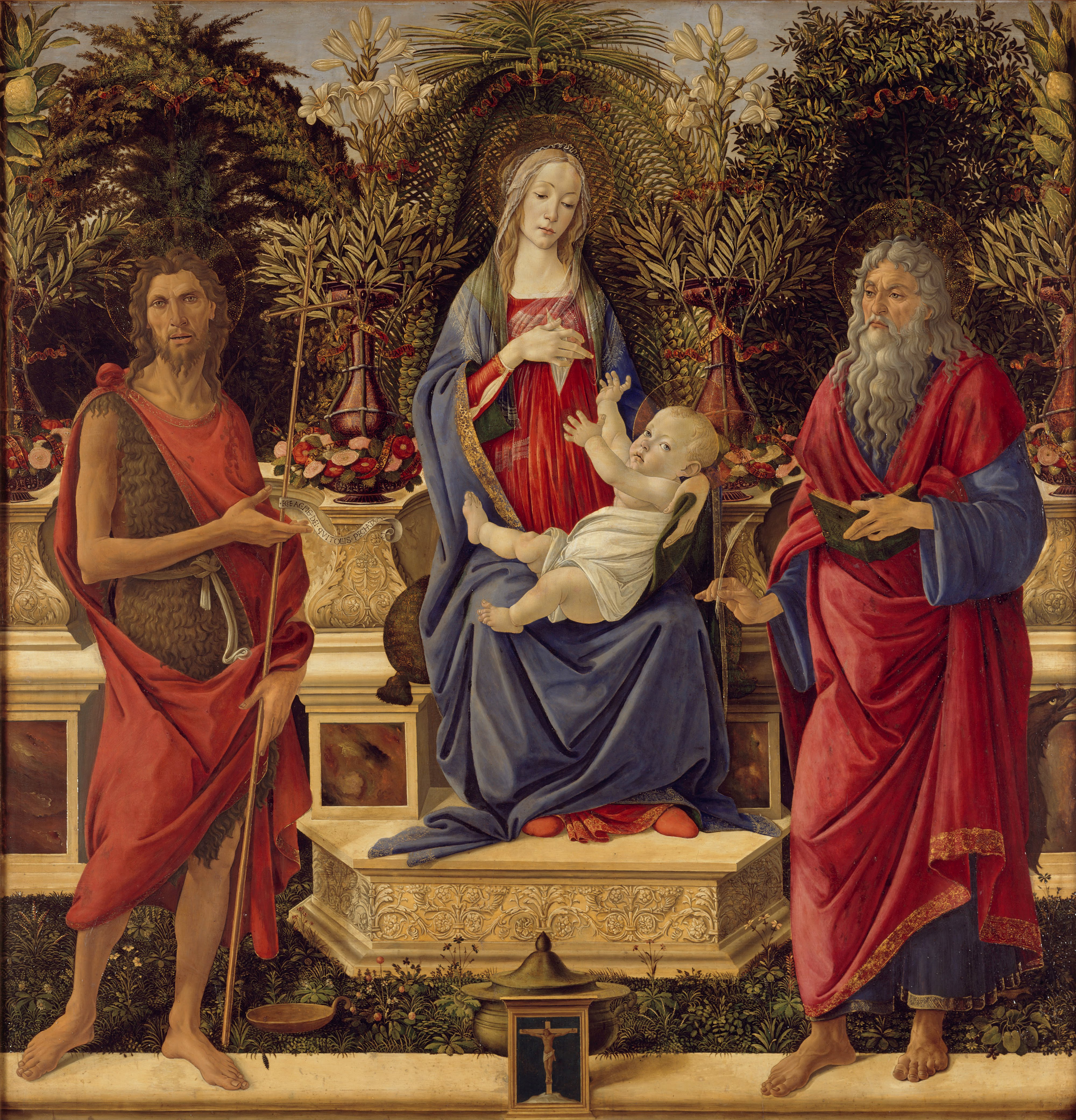
Tafelbild des Bardi-Altars
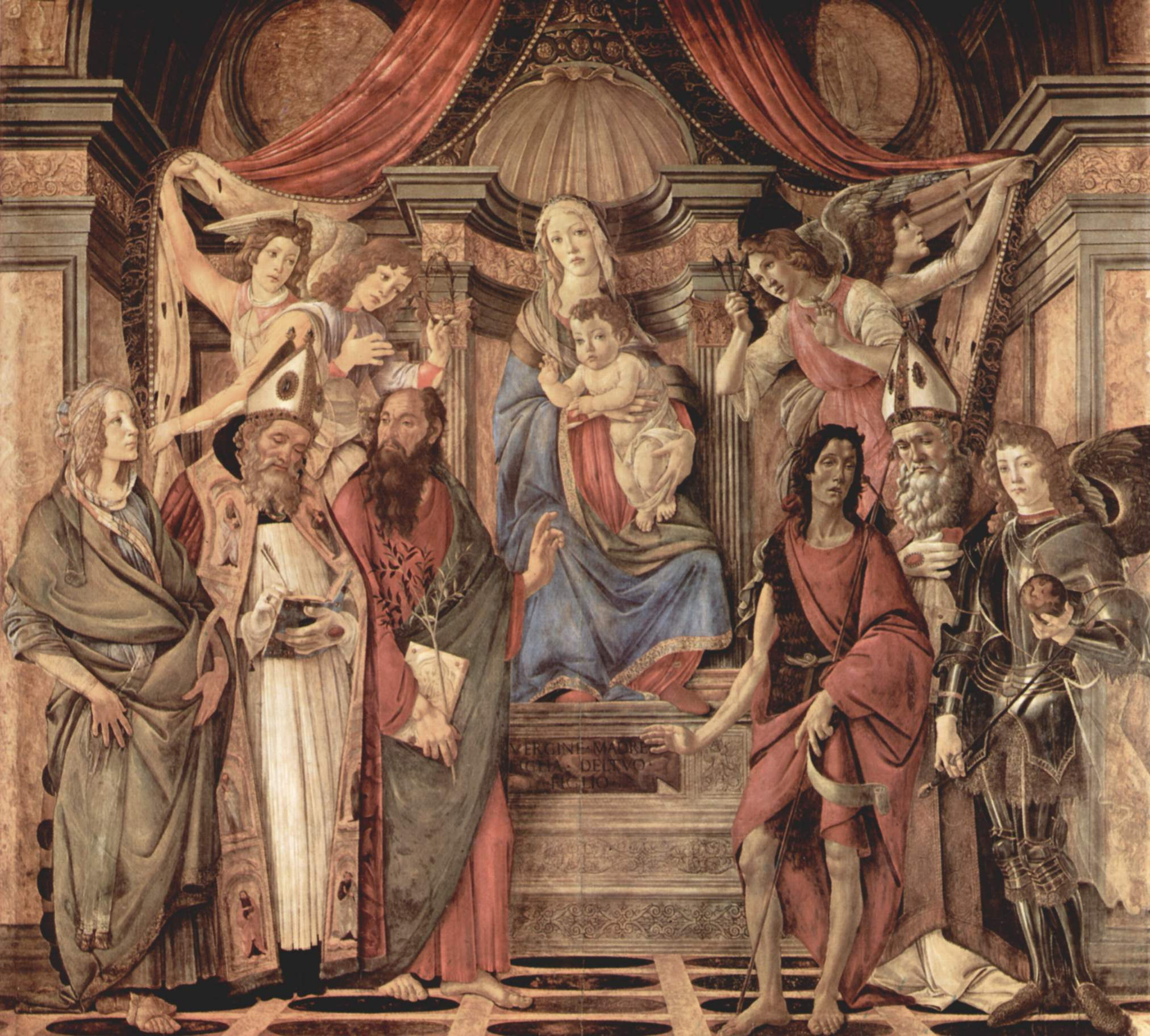
Altarbild von San Barnaba
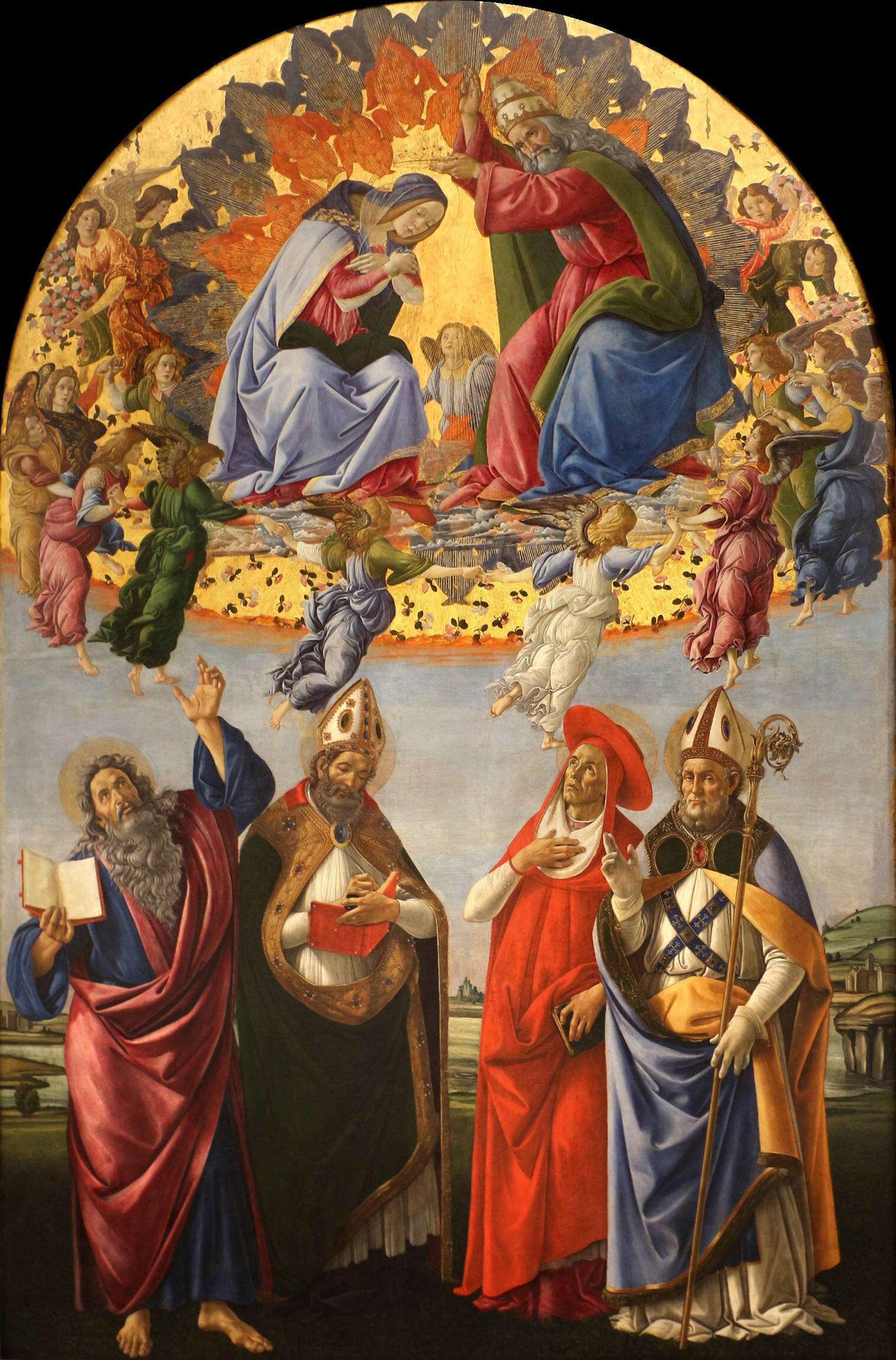
Altarbild von San Marco

Ende der 1480er Jahre breitete sich in Norditalien eine Welle neuen religiösen Empfindens aus, das von tiefer Anteilnahme und leidenschaftlicher Erregung geprägt war. Protagonist dieser Bewegung war in Florenz der Dominikanermönch Girolamo Savonarola, der in seinen Bußpredigten die Florentiner Einwohnerschaft zur Loslösung von ihrem sündigen und ausschweifenden Leben aufrief. Vor allem den luxuriösen Lebenswandel der Medicis brandmarkte Savonarola. Botticelli, zu dessen wichtigsten Mäzenen die Medicis zählten, war ebenfalls tief bewegt von Savonarolas aufrüttelnden Worten. Diese Läuterung äußerte sich in den 1490er Jahren mit einem einsetzenden Stilwandel und einer Konzentrierung auf religiöse Themen. Aber auch schon die Verkündigung von Cestello lässt einen Bewusstseinswandel erkennen. Die Schlichtheit der Szenerie, die Verwendung von wenigen und gedämpften Farbtönen, die Nüchternheit der Gewänder des Erzengels und der Jungfrau, die akzentuierte und etwas theatralische Ausdruckskraft der Figuren scheinen Botticellis Suche nach Einfachheit und religiöser Neuorientierung widerzuspiegeln.